# Iglesia de San José (Panamá)
La Iglesia de San José es un templo católico ubicado en el Casco Antiguo de la Ciudad de Panamá. Originalmente se encontraba en lo que hoy es Panamá Viejo, el primer lugar donde estuvo ubicada la Ciudad de Panamá. Esta edificación se salvó del incendio que sufrió la ciudad en 1671, por lo que se trasladó parte del antiguo convento a la nueva Ciudad de Panamá. Esta iglesia alberga uno de los tesoros coloniales más importantes del país, su Altar Mayor cubierto en pan de oro que data del siglo xviii.

## Historia

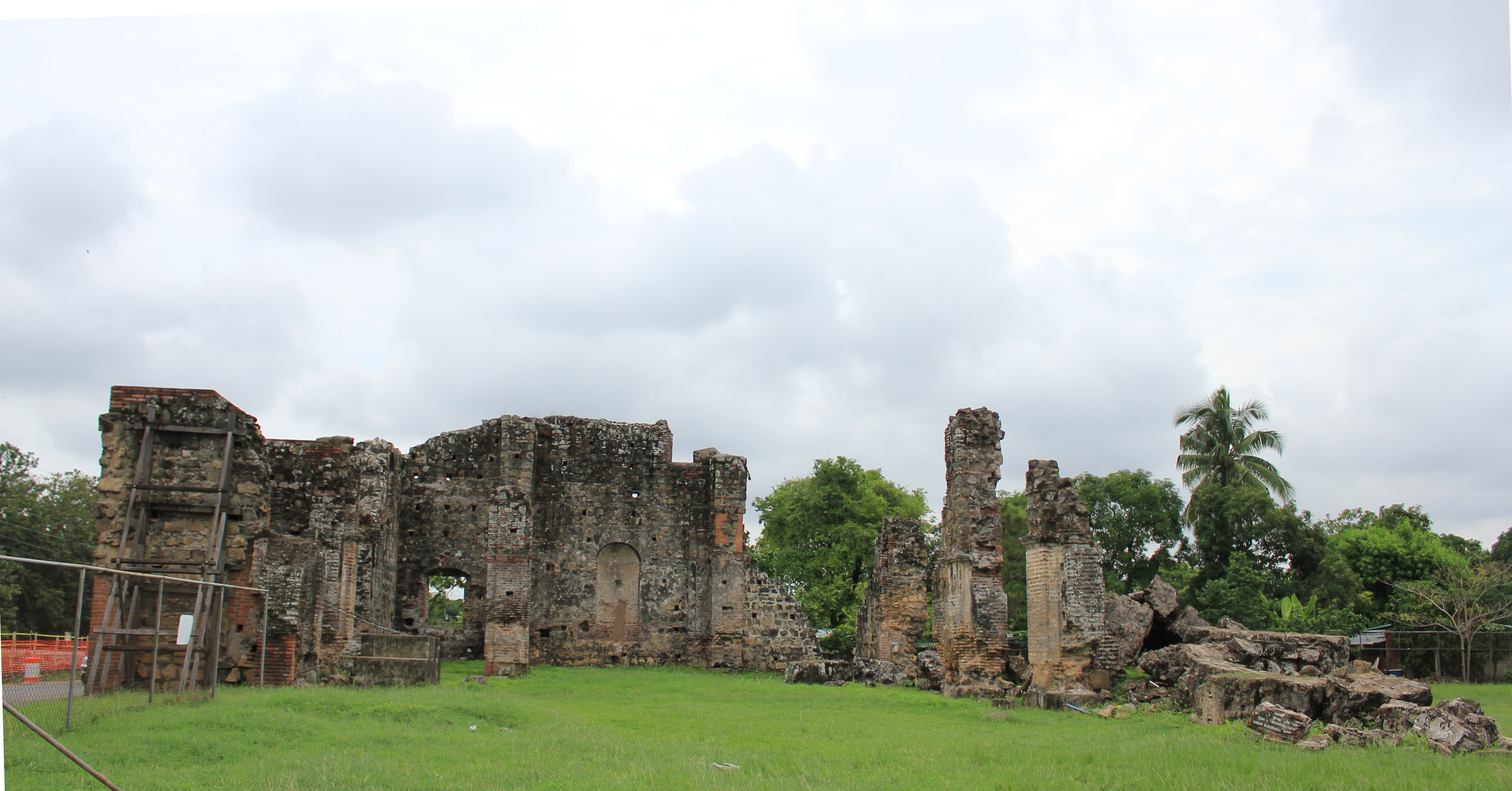
Convento de San José en Panamá Viejo.

En el siglo xvii el Obispo Fray Agustín de Carvala autorizó la instalación del convento de San José, regentado por la Orden de los Agustinos Recoletos. Fue fundado el 15 de abril de 1612. La nueva iglesia fue construida entre 1671 y 1677, después del ataque de Henry Morgan a la antigua ciudad. A este se le añadió un altar de estilo barroco, con influencias indígenas y coloniales, originalmente de madera y cubierto en pan de oro. Este altar tiene una leyenda de que fue salvado  de los piratas por los agustinos recolectos de Panamá Viejo, quienes lo cubrieron de barro. Sin embargo, los estudios realizados sobre este altar contradicen la leyenda ya que se ha datado su origen en el siglo xviii.   

## Arquitectura

### Exterior

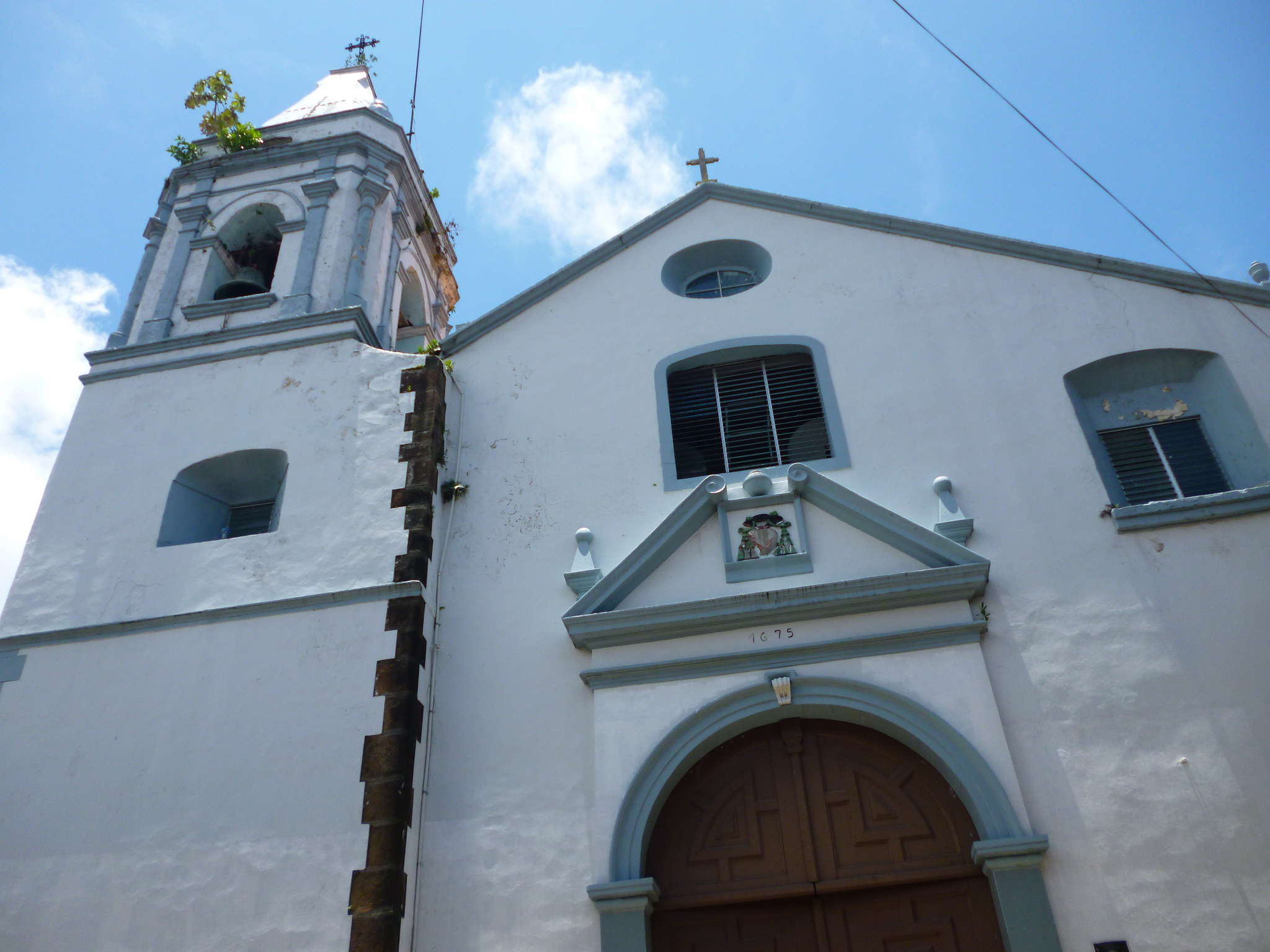
Fachada de la iglesia.

La parte exterior de la Iglesia de San José fue construida siguiendo las mismas dimensiones de la que existió en la vieja Ciudad de Panamá. La iglesia tiene cuenta con una torre en su lado izquierdo, de proporción maciza en relación con su fachada. El templo ha sido totalmente desvirtuado. Las paredes fueron repelladas y pintadas con pintura blanca.

### Interior
La iglesia cuenta con tres naves, estando la del centro coronada por una bóveda con cielorraso de madera, actualmente cubierto por uno de metal. En la parte posterior están las habitaciones y dependencias de los párrocos, las cuales se desarrollan alrededor de un patio.

#### Altar mayor

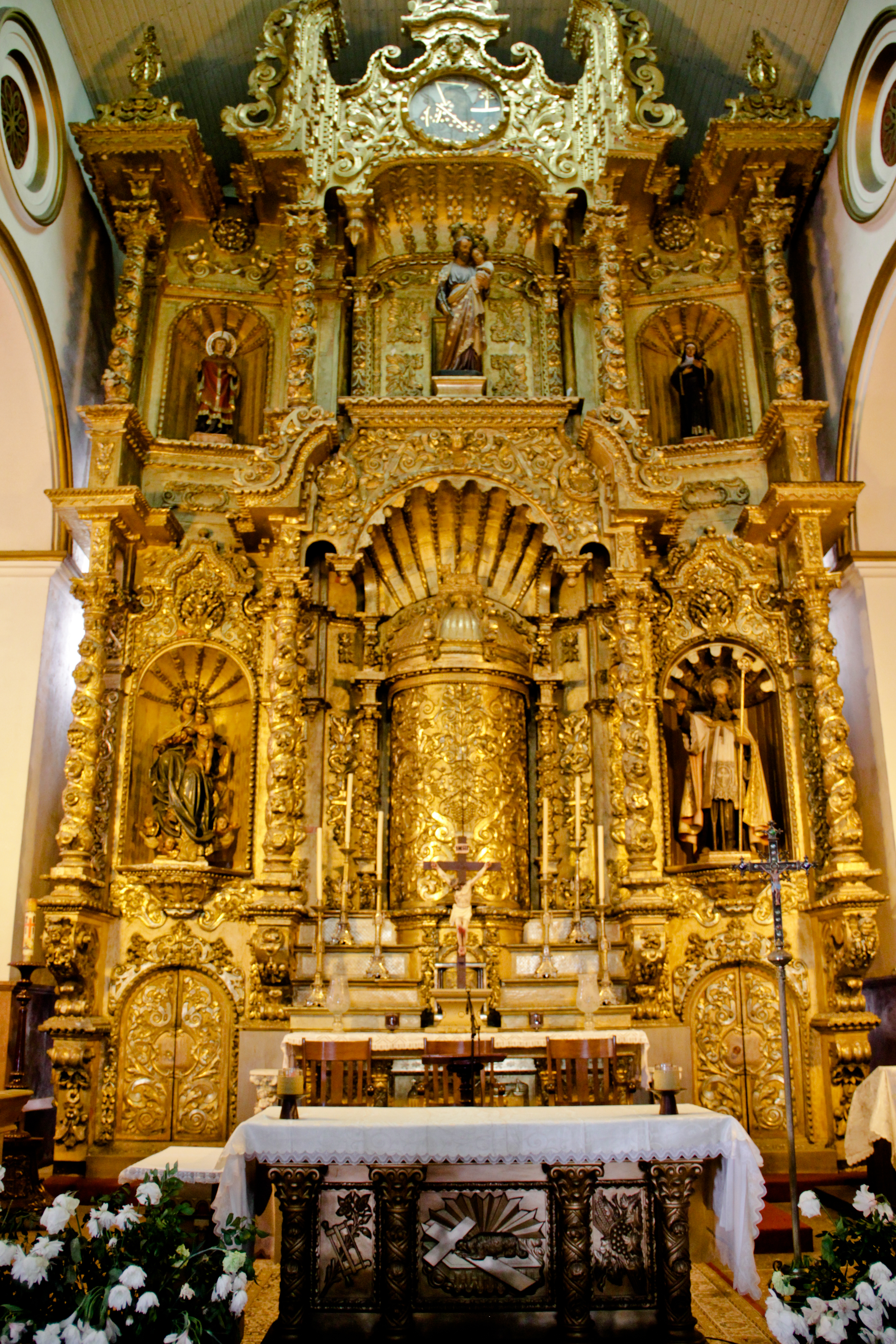
Altar Mayor de la Iglesia de San José.

Lo que más se destaca del templo es su altar mayor, que de acuerdo a su estilo barroco con detalles churriguerescos data del siglo xviii. La construcción del altar consiste básicamente en un labrado de caoba recubierto con oro. Las imágenes que se pueden ver en el Altar de Oro son las de San José, el padre terrenal de Jesucristo; Santo Tomás de Villa Nueva, ubicado arriba a la derecha; Santa Clara de la Cruz de Montefalco, encontrada arriba a la izquierda; San Agustín se encuentra debajo de Santa Clara; y Nuestra Señora de la Consolación, quien sostiene al Niño Jesús sobre sus rodillas. Arriba del retablo se ve, dentro de un círculo al Padre Eterno, teniendo su cabeza enmarcada en un triángulo, que es el símbolo de la Santísima Trinidad, con su mano derecha bendice al Mundo y en la mano izquierda con una balanza, símbolo de la Justicia sostiene al Universo.

## Galería

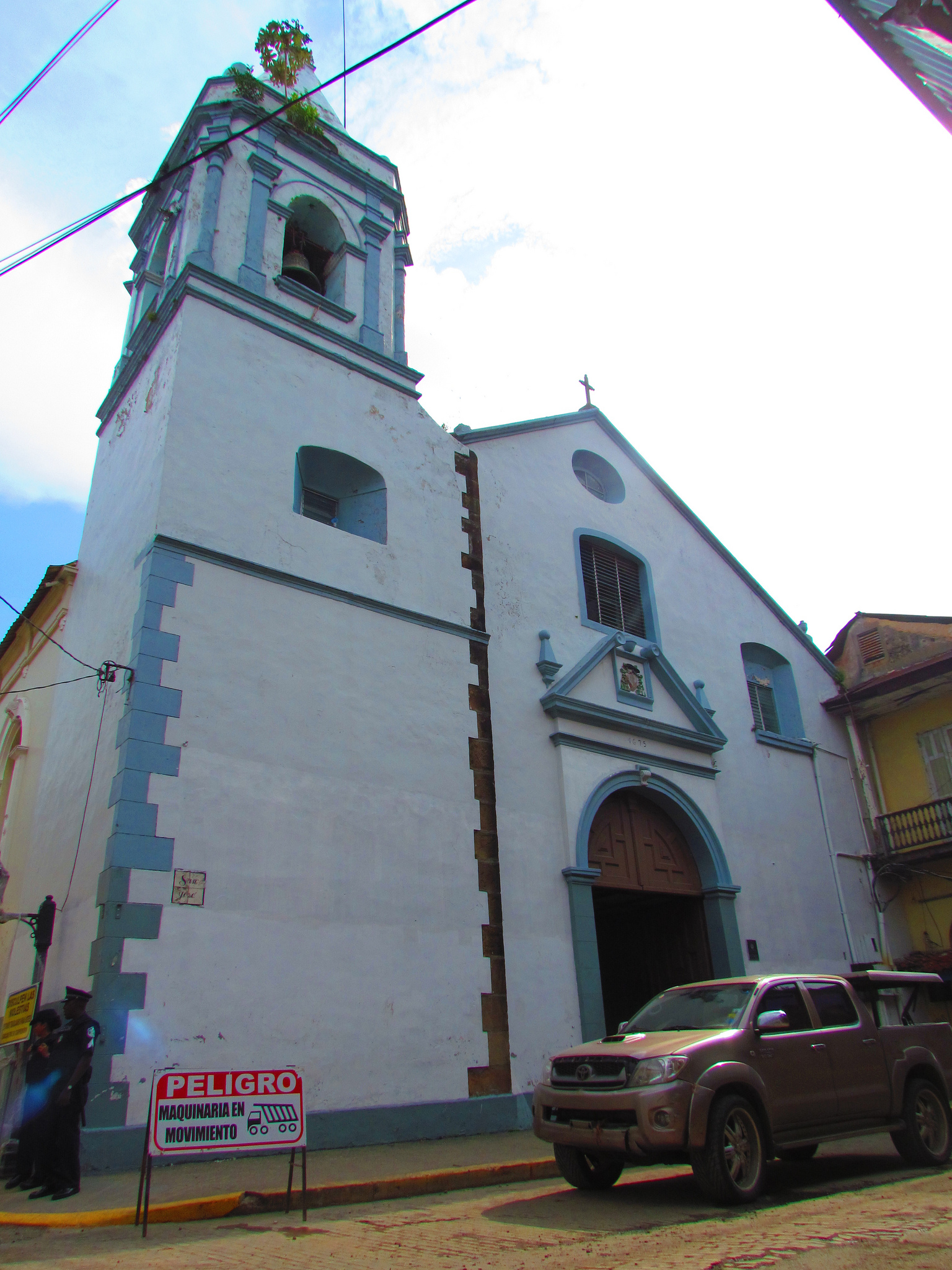
Vista exterior.
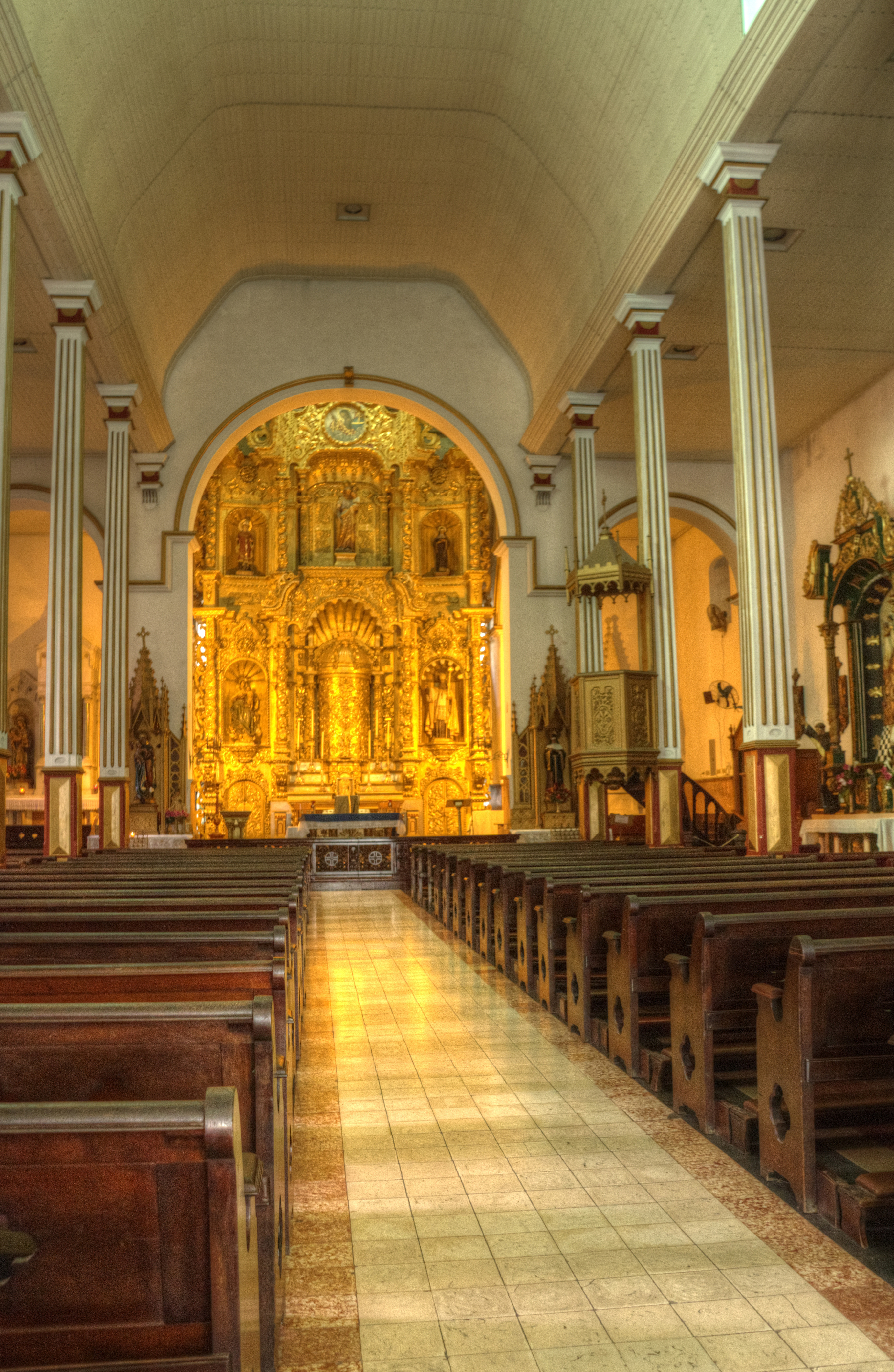
Vista interior.
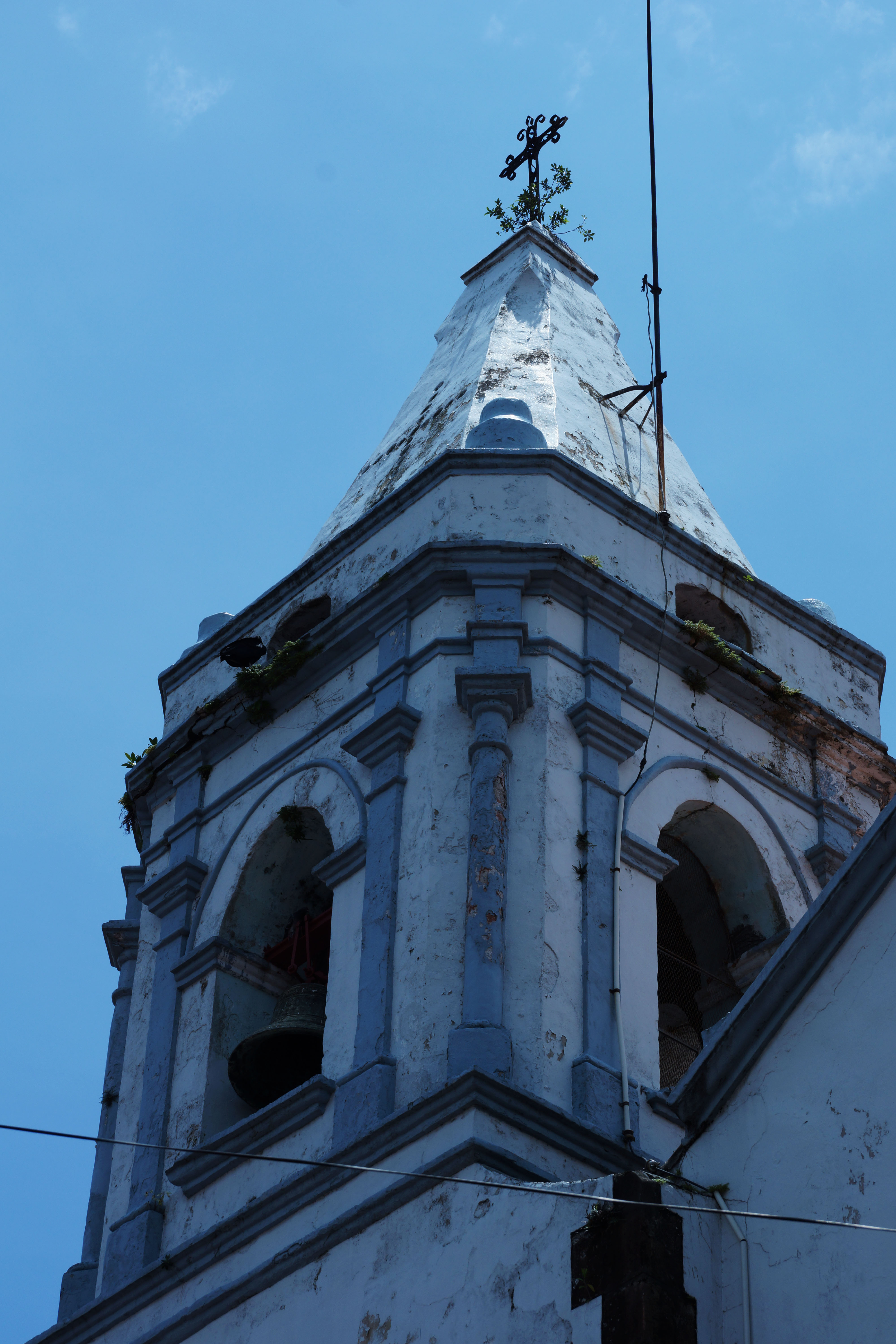
Torre.
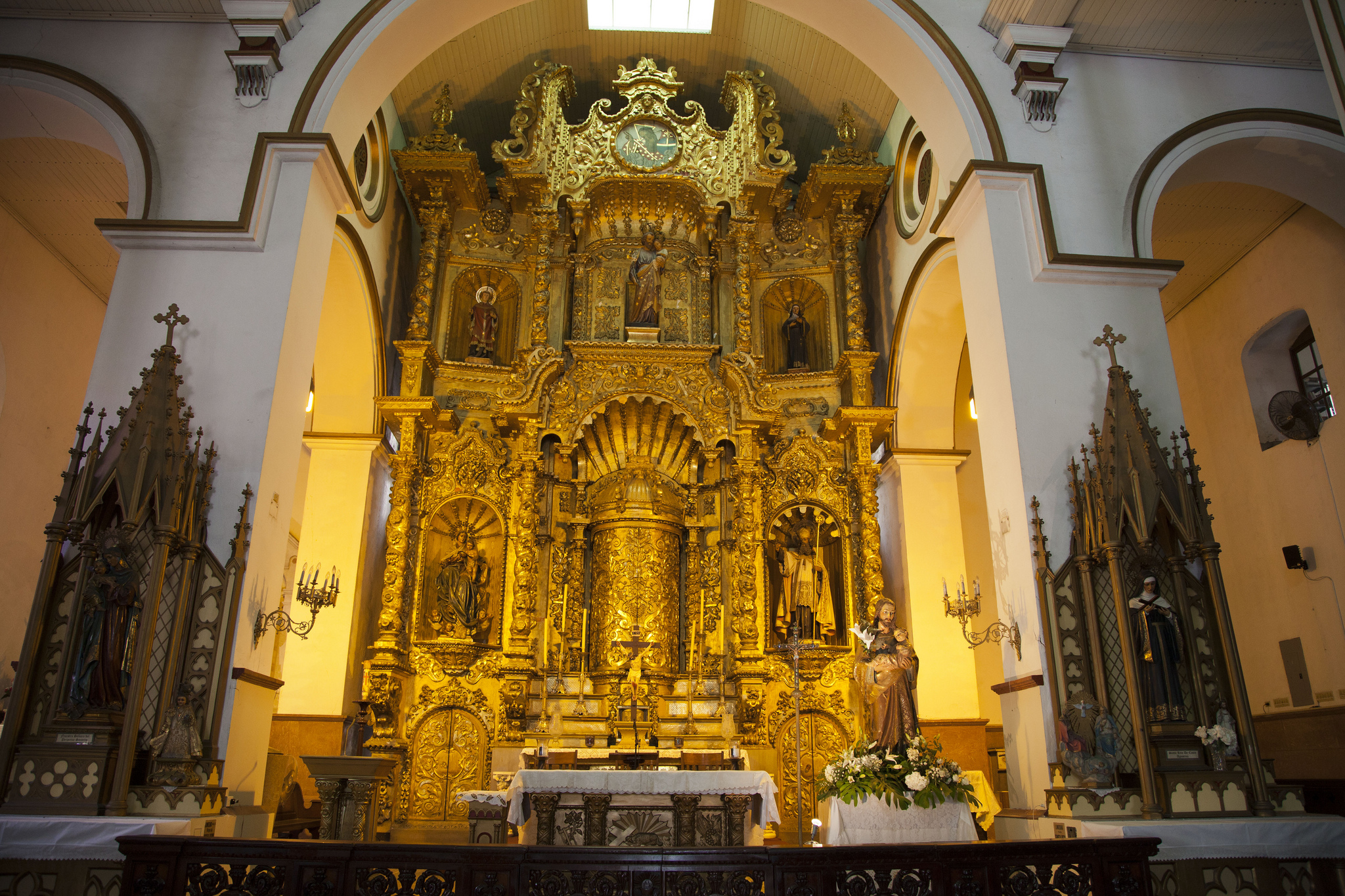
Vista completa del altar.
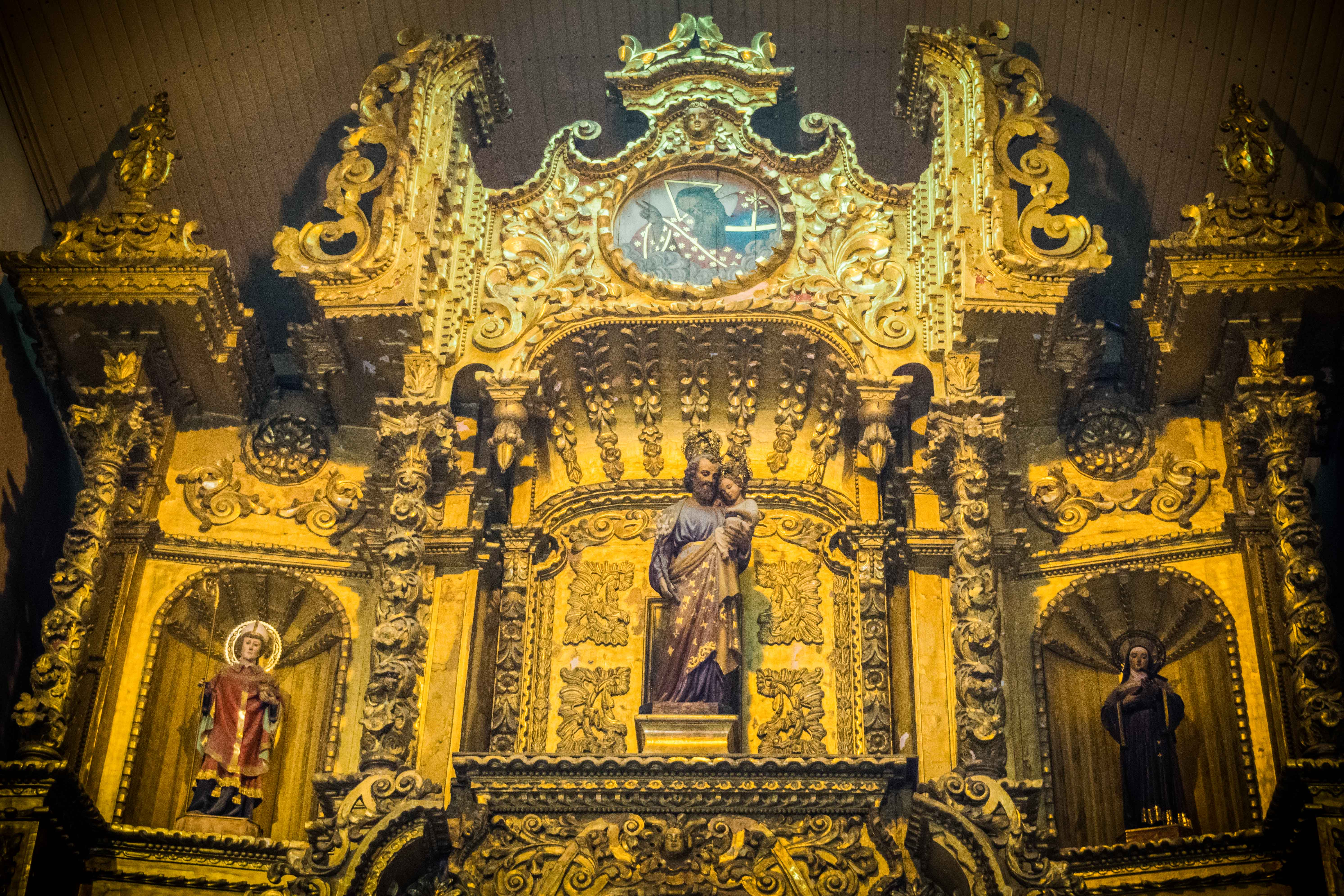
Vista superior del altar.
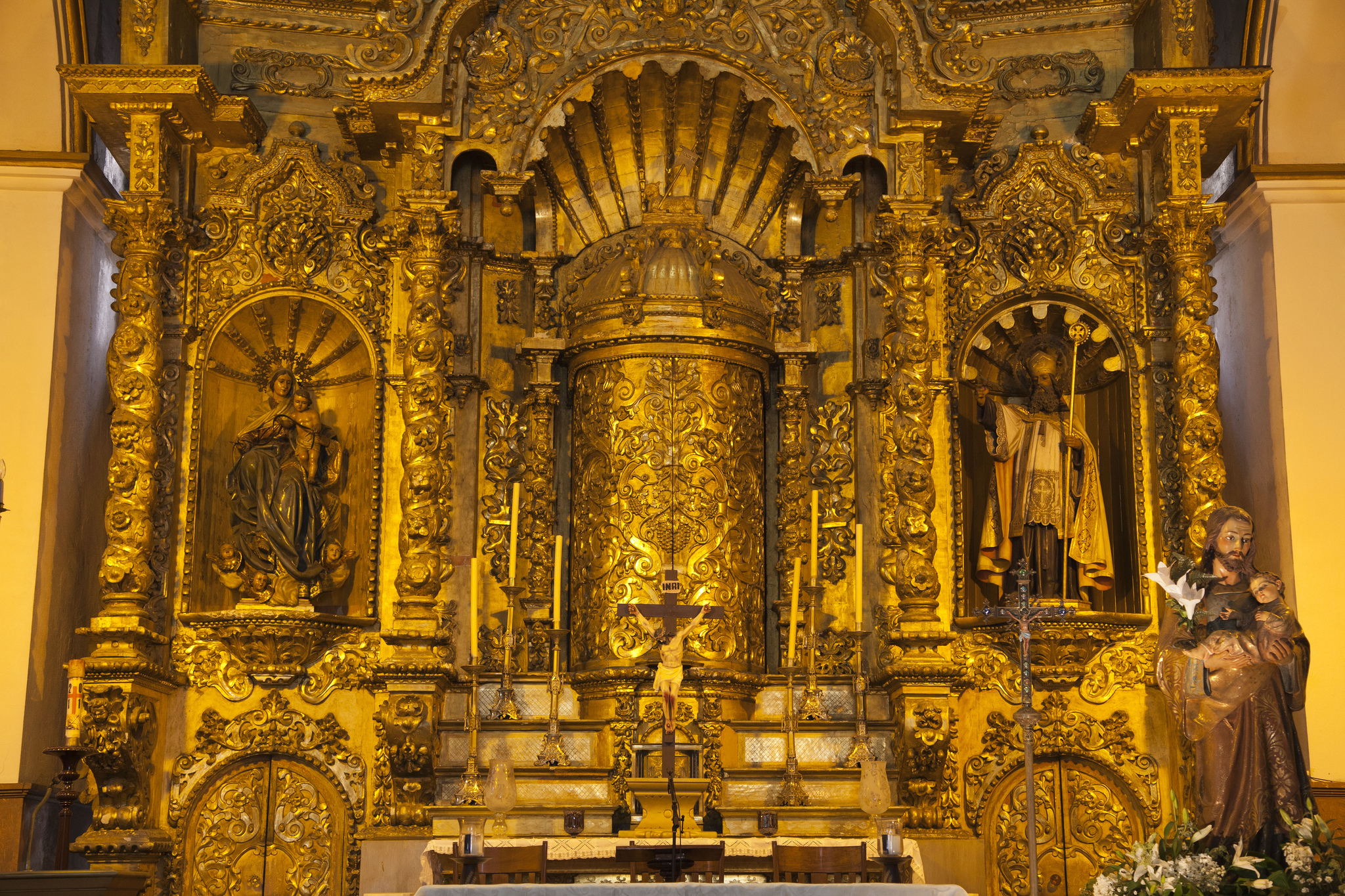
Vista inferior del altar.